# Antrakinonska bojila
Antrakinonska bojila, na primjer alizarin, su bojila koja se dobivaju na osnovu antrakinona. Antrakinon je blijedožuta kristalna tvar netopljiva u vodi, slabo topljiva u alkoholu, eteru i acetonu. Dobiva se oksidacijom antracena s pomoću natrijeva dikromata i sintetski iz anhidrida ftalne kiseline i benzena.

## Podjela
Antrakinonska bojila su derivati antrakinona. Prema svojstvima bojanja mogu se svrstati u 4 glavne grupe: močilna antrakinonska bojila, kisela antrakinonska bojila, bojila za acetatnu svilu i reduktivna antrakinonska bojila.

### Močilna antrakinonska bojila
Močilna antrakinonska bojila su relativno jednostavni derivati antrakinona koji sadrže najmanje dvije hidroksilne grupe u orto-položaju, a osim toga mogu sadržati i neke druge grupe, kao na primjer —S03H, i tada su topljiva u vodi. Zapravo se sva močilna antrakinonska bojila izvode od alizarina, to jest 1,2-dihidroksiantrakinona. Alizarin se od pradavnih vremena upotrebljavao kao crveno prirodno bojilo za tekstilna vlakna. Dobivao se iz korijena biljke broćike (lat. Rubia tinctorum), gdje se nalazi vezan kao glukozid ruberitrinska kiselina. Godine 1868. odredili su Graebe i Liebermann konstituciju alizarina, a malo zatim su razradili i metodu za njegovo dobivanje. To je bila prva sinteza jednog prirodnog bojila. Već 1871. nalazio se sintetički alizarin na tržištu; to je, uz proizvodnju trifenilmetanskih i azo-bojila, osiguralo razvoj industrijske proizvodnje sintetičkih bojila i dovelo do gotovo potpunog napuštanja upotrebe prirodnih bojila.
Postoji desetak metoda za dobivanje alizarina, no najčešće se polazi od antrakinon-2-sulfonske kiseline ili 2-klorantrakinona, koji taljeni s natrijevim hidroksidom u prisutnosti oksidativnih sredstava (KClO3, NaNO3 i tako dalje) daju alizarin. On se i danas, iako u ograničenoj mjeri, upotrebljava u bojadisarstvu pod imenom Alizarinrot B, odnosno G ili R (C.I. 58000). Od ostalih močilnih antrakinonskih bojila od interesa je na primjer Anthrapurpurin, C.I. 58255, koji se priprema iz 2,7-antrakinondisulfonske kiseline, također taljenjem s alkalijskim hidroksidom uz oksidanse. Ljubičasto močilsko bojilo kinalizarin (njem. Chinalizarin), C.I. 58500, dobiva se djelovanjem dimljive sumporne kiseline na alizarin i naknadnom hidrolizom. Nitriranjem antrakinona, obradom tako dobivene smjese izomernih dinitroantrakinona dimljivom sumpornom kiselinom i sumporom i naknadnom hidrolizom, priprema se Alizarincyanin BBS, C.I. 58610.
Močilna antrakinonska bojila tvore sa solima metala (Al, Cr, Sn, Fe i drugi) vrlo postojane kompleksne spojeve, kojima struktura zavisi od načina njihova nastajanja i nije još u potpunosti objašnjena. Svakako su atomi metala vezani glavnim valentnim vezama na hidroksilne, a sporednim na karbonilne grupe. Ovi se kompleksni spojevi (bojeni lakom) najčešće stvaraju za vrijeme samog procesa bojenja. Nakon vezanja metalnih iona u kompleksne spojeve mijenjaju se nijanse obojenja postignutih s antrakinonskim močilskim bojilima. Tako na primjer Alizarincyanin BBS boja vunu višnjevocrvenom bojom, koja nakon obrade kromnim solima (na primjer CrF8) prelazi u jasno modru.
Obojenja koja se postižu ovim bojilima su crvena, modra i ljubičasta. Važnost ovih bojila je danas neznatna jer su ona nadmašena drugim, boljim bojilima ili bojilima koja se lakše i jednostavnije primjenjuju.

### Kisela antrakinonska bojila
Kisela antrakinonska bojila su također jednostavni derivati antrakinona; oni sadrže u molekuli auksokromne supstituente (hidroksi-, amino-, alkilamino- ili arilamino-grupe), katkada halogene (brom), a uz to kisele grupe (najčešće sulfonsku grupu, rjeđe karboksilnu). U slučaju arilaminoantrakinona sulfonska se grupa može nalaziti i na arilnom ostatku. Najvažniji su proizvodi ove grupe modra, zelena i ljubičasta bojila, koja na proteinskim materijalima daju čista, jarka obojenja, vrlo dobrih do odličnih postojanosti, osobito prema svjetlosti, trljanju i mokroj obradi. Neka od njih mogu se vrlo uspješno primijeniti i za bojanje miješanih vlakana, osobito poluvune. Mnoga od tih bojila mogu kompleksno vezati metalne ione, pa se mogu upotrijebiti i kao močilna bojila, ili im se postojanosti mogu poboljšati naknadnom obradom metalnim solima, obično kromnim. Metode pripremanja i konstitucijske karakteristike bojila ove skupine mogu se dobro uočiti razmatranjem nekih tipičnih predstavnika.
Alizarinsaphirol B, C.I. 63010, priprema se od 1,5-dihidroksiantrakinona tako da se on obradi dimljivom sumpornom kiselinom, zatim nitrira i konačno reduciraju nitroskupine natrijevim sulfidom. Alizarinsaphirol A, C.I. 62055, dobiva se djelovanjem anilina na otopinu natrijeve soli l-amino-4-bromantrakinon-2-sulfonske kiseline u prisutnosti bakarnih soli. l-amino-4-brom-antrakinon-2-sulfonska kiselina nastaje bromiranjem 1-aminoantrakinon-2-sulfonske kiseline, koja je produkt djelovanja klorsulfonske kiseline na 1-aminoantrakinon. Alizarinreinblau B, C.I. 62105, proizvodi se time što se sulfurira dimljivom sumpornom kiselinom produkt koji se dobije taljenjem 1 -amino-2,4-dibromantrakinona s p-toluidinom u prisutnosti bezvodnog natrijeva acetata. Alizarincyaningrun G, C.I. 61570, najvažniji proizvod iz reda zelenih bojila ove grupe, proizvod je reakcije 1,4-dioksiantrakinona s p-toluidinom u prisutnosti solne i borne kiseline i obrade tako dobivenog međuprodukta dimljivom sumpornom kiselinom.
Kisela antrakinonska bojila upotrebljavaju se s naročitim uspjehom za izgradnju nekih direktnih bojila, u kojima su kemijski vezana sa žutim azo-bojilima kao drugom komponentom. To su najvrjedniji proizvodi među zelenim direktnim bojilima, koja su inače malobrojna i loših postojanosti. Primjer za to je Siriuslichtgriin GGT (Chlorantinlichtgrlin 5GLL), C.I. 14155, koji se priprema kondenzacijom 4-brom-l-aminoantrakinon-2-sulfonske kiseline s N-acetil-p-fenilendiaminom, osapunjenjem, reakcijom tog intermedijara s produktom dobivenim djelovanjem cijanurklorida na monoazo-bojilo koje nastaje osapunjenjem intermedijara dobivenog kopulacijom N-acetil-p-fenilendiamina na salicilnu kiselinu i, konačno, djelovanjem anilina.

### Antrakinonska bojila za acetatnu svilu
Za bojenje acetatne svile upotrebljavaju se amino-, alkilamino- i hidroksiamino-derivati antrakinona, koji u fino dispergiranom stanju, u prisutnosti sredstava za snižavanje površinske napetosti, prelaze na acetatno vlakno i otapaju se u njemu, te ga oboje. Hidroksilne grupe mogu da se nalaze bilo na antrakinonskom sistemu bilo na alkilnom ostatku. Najvažnija su modra, zelena i ljubičasta bojila, jer ti tonovi nedostaju azo-bojilima za acetatnu svilu. Postignuta obojenja su živahna i dobrih postojanosti, osobito na svjetlosti i u pranju. Primjer je Cellitonechtblaugriin B, C.I. 62500, koji se priprema djelovanjem etanolamina na leuko-1,4,5,8-tetraoksiantrakinon.

### Reduktivna antrakinonska bojila
Reduktivna antrakinonska bojila su obojeni pigmenti netopljivi u vodi, razrijeđenim kiselinama i alkalijama; sadrže u molekuli najmanje dva kinonska karbonila, bilo u antrakinonskom sistemu bilo u visokokondenziranim policikličkim sistemima kao što su dibenzantron, pirenkinon, antantron, dibenzpirenkinon i tako dalje. Djelovanjem natrijeva "hidrosulfita" (natrijeva ditionita Na2S204) u alkalnim otopinama prelaze u snažno obojene leukospojeve koji su topljivi u alkalijama. Ovi se leukospojevi prilikom bojenja vežu supstantivno na biljna vlakna, a naknadnom oksidacijom pretvaraju se opet u ishodne pigmente antrakinonskih bojila koji su čvrsto vezani na vlaknu i daju vrlo postojana obojenja: Ova metoda bojenja (bojenje u močama, Küpenfàrbung, vat-dyeing, крашение в кубах) upotrebljavala se za bojenje indigom davno prije otkrića sintetičkih bojila.
Prvo bojilo iz ovog reda pripremio je 1901. njemački kemičar René Bohn kad je taljenjem β-aminoantrakinona s kalijevim hidroksidom dobio takozvani "Indanthren", koji je još i danas najvažnije bojilo ove grupe, poznato pod imenom indantronska plava (njem. Indanthrenblau RS), C.I. 69800. Danas se proizvodi taljenjem β-aminoantrakinona sa smjesom NaOH, KOH, NaNO3 i NaOCOCH3.
Nakon ovog otkrića slijedio je snažan istraživački rad koji je brzo doveo do uspješnog uvođenja čitavog niza novih reduktivnih bojila. Ta su bojila u bivšem njemačkom konzorciju I. G. Farbenindustrie nazvana zajedničkim imenom "indantrenska bojila" (njem. Indanthrenfarbstoffe). Ovo ime danas obuhvaća izabrani raspon reduktivnih bojila najviših postojanosti bez obzira na njihovu kemijsku pripadnost. Naročito se ističu njihove postojanosti u pranju, na svjetlosti i prema kloru. Razni proizvođači obuhvaćaju te proizvode raznim zajedničkim imenima, tako na primjer Caledon (ICI, Engleska), Solanthren (Francolor, Francuska), Ponsol (Du Pont de Nemours, USA), Cibanon (Ciba, Švicarska), Sandothren (Sandoz, Švicarska), Romanthren (ACNA, Italija) i tako dalje.
Od ostalih antrakinonskih bojila razlikuju se ova reduktivna antrakinonska bojila time što su većinom mnogo složenije kemijske građe, zasnivajući se na raznorodnim strukturnim principima, većinom kondenziranih policikličkih sistema razmjerno velike molekularne težine. Proizvodi ovog reda obuhvaćaju sve nijanse, od žute do crne, ali nisu svi jednako važni. Najznačajnija su zelena, modra i ljubičasta bojila, koja dobro nadopunjuju izvrstan izbor žutih i crvenih bojila reda naftol AS. Žuta reduktivna bojila imaju nedostatak što, iako daju postojana obojenja, čine biljna vlakna podložna razgradnji pod utjecajem svjetlosti. Crvena, škrletna i narančasta reduktivna bojila su preskupa, te nisu uspjela potisnuti bojila naftol AS.
Čistoća tona dobivena pri bojenju reduktivnim bojilima zavisi od stupnja čistoće upotrijebljenog proizvoda, te se ta bojila zbog toga podvrgavaju brižljivom čišćenju. Kako su teško topljiva u otapalima, čišćenje se najčešće obavlja otapanjem u koncentriranoj sumpornoj kiselini i taloženjem iz filtrirane otopine dodatkom vode, ili razaranjem pratećih nečistoća kemijskim metodama (na primjer djelovanjem otopina hipoklorita ili drugih oksidansa). Za kvalitet proizvoda važna je i njihova fizička struktura (oblik kristala, veličina čestice). Najvredniji proizvodi su pripremljeni u obliku finih, jednoličnih prašaka, koji se dobro raspršuju (dispergiraju) u vodi.
Od žutih su reduktivnih bojila najvažnija su: Indanthrengelb 5GK, C.I. 65410 (koji se priprema djelovanjem diklorida izoftalne kiseline na 1-aminoantrakinon), Indanthrengoldgelb GK, C.I. 59100 (proizvod dvostruke intramolekularne kondenzacije 1,5-dibenzoilnaftalena djelovanjem aluminijeva triklorida) i Indanthrengelb GK, C.I. 61725 (koji se dobiva benzoiliranjem 1,5-diaminoantrakinona). Narančasto bojilo Indanthrenbrillantorange, C. I. 59300, proizvod je bromiranja antantrona koji se priprema ciklizacijom 1,1'-dinaftil-8,8'-dikarbonske kiseline sa sumpornom kiselinom. Od crvenih bojila određen značaj ima Indanthrenrot 5GK, C.I. 61650, koji se priprema polazeći od 1,4-diaminoantrakinona analogno kao C.I. 61725, s kojim je izomeran. Važnije crveno bojilo je Indanthrenrot FBB, C. I. 67000, produkt kondenzacije klorida 1-aminoantrakinon-2-karbonske kiseline s 2-amino-3-hidroksiantrakinonom.
Po vrijednosti najvažniji proizvodi između reduktivnih bojila izvode se od benzantrona. Benzantron je proizvod reakcije antrakinona s glicerolom u prisutnosti sumporne kiseline i nekog reduktivnog sredstva (na primjer željeznog praha). Blagim alkalnim taljenjem benzantrona (s KOH u etanolu) nastaje 2,2'-dibenzantronil, koji oksidacijom s Mn02 u sumpornoj kiselini prelazi u violantron, a ovaj se s daljnjom količinom Mn02 oksidira u violantronkinon. Redukcijom s natrijevim bisulfitom iz ovog se kinona dobiva dihidroksiviolantron. Alkiliranjem obiju hidroksilnih grupa u ovom posljednjem spoju dobivaju se vrlo vrijedna bojila; tako na primjer djelovanjem metilbenzensulfonata nastaje Indanthrenbrillantgriin FFB, C.I. 59825. Analogni derivat koji nastaje upotrebom etilenglikolskih derivata jest Indanthrenmarineblau G, C.I. 71200. Sam je violantron također cijenjeno bojilo, poznato pod imenom Indanthrendunkelblau BO, C.I. 59800, samo što se za njegovu pripravu ne provodi taljenje kako je gore opisano, nego se benzantron grije sa smjesom kalijeva i natrijeva hidroksida, natrijeva acetata i viših aromatskih ugljikovodika. Jednostavnim kemijskim reakcijama pripremaju se iz violantrona neka važna bojila kojima građa nije još sa sigurnošću utvrđena. Tako na primjer djelovanjem hidroksilamina u koncentriranoj sumpornoj kiselini na violantron nastaje Indanthrengrau 3B, C.I. 59855, a nitriranjem i redukcijom violantrona dobije se Indanthrenschwarz BB, C.I. 59850. Nitriranjem violantrona nastaje smjesa mononitro- i dinitroviolantrona u različitim omjerima, a pri redukciji u leukospoj ti prelaze u aminoviolantron. Bojilo nastaje kad se aminoviolantron oksidira razrijeđenom otopinom natrijeva hipoklorita.
Derivati izoviolantrona, koji je strukturni izomer violantrona, nemaju ni izdaleka takvo značenje kao gore navedeni derivati violantrona. Čisti izoviolantron se dobiva polazeći od produkta bromiranja benzantrona, brombenzantrona, koji taljenjem s natrijevim sulfidom daje dibenzantronil-sulfid, a ovaj se konačno grije s otopinom kalijeva hidroksida u etanolu. Sam izoviolantron nema naročitog tržišnog značenja i samo rijetko se upotrebljava kao ljubičasto bojilo. Daleko su važniji proizvodi koji se od njega proizvode djelovanjem halogena, kao na primjer Indanthrenbrillantviolett RR, C.I. 60010, koji se dobiva kloriranjem izoviolantrona sulfurilkloridom.
I iz drugih se reduktivnih bojila halogeniranjem često dobivaju proizvodi bolje kvalitete. Tako na primjer iz Indanthrenbrillantgrün FFB, C.I. 59825, nastaje bromiranjem Indanthrenbrillantgrün GG, C.I. 59830. Indanthrenblau RS, C.I. 69800, daje halogeniranjem niz proizvoda koji imaju kvalitetnih prednosti, a osobito je važan diklorindantron, Indanthrenblau BC, C.I. 69825. Postojanosti takvih bojila su bolje od postojanosti njihovih polaznih proizvoda, osobito prema oksidacijskim sredstvima i kloru.

## Alizarin
Alizarin (fra. alizarine od arap. al-'aṣāra: sok, od glagola aṣāra: tiještiti, istiskati) ili dihidroksiantrakinon je jedna od najstarijih i najviše upotrebljavanih prirodnih boja, koja se od davnina dobivala iz korijena broća - bojadisarski broć (lat. Rubia tinctorum). Danas se dobiva samo sintetički, oksidacijom antracena u antrakinon, a zatim sulfoniranjem i taljenjem s lužinom i kalijevim kloratom do alizarina. Alizarin je kristalna tvar crvene boje, dok se na tržištu obično nalazi u obliku žute paste (suspenzije s vodom). Dobro se otapa u alkalijama snažno (intenzivno) modrom bojom. S hidroksidima metala daje lijepo obojene kemijske spojeve, a na tome se temelji njegova mnogostrana uporaba pri bojenju. 
Alizarin (C.I. 75330) je bilo vrlo važno bojilo, pa se broć uzgajao na velikim površinama u Europi od 9. do potkraj šezdesetih godina 20. stoljeća kad su G. Graebe i K. Liebermann utvrdili kemijsku strukturu alizarina i tako omogućili njegovu sintezu i industrijsku proizvodnju, kojoj nije mogla konkurirati proizvodnja alizarina iz broća. Alizarin se upotrebljava za bojenje pamuka, vune i svile (uz močenje u aluminijskim solima u crveno, u kromnim solima u crvenosmeđe, a u željeznim solima u ljubičasto). Pamuk močen sulfatiranim uljem ricinusa upotrebom alizarina oboji se jarkocrveno. Složene soli alizarina s metalima služe kao pigmenti za izradu slikarskih boja i tinte, a ekstrakti kao bojila za histološke preparate.

## Karmin
Karmin (njem. Karmin od srednjovj. lat. carminium, od arap. qirmiz: skrletan i lat. minium: minij) je prirodno crveno bojilo dobiveno od košenile (osušenih ženki biljnih ušenaca Coccus cacti) izluživanjem njezina obojenoga sastojka, karminske kiseline, vrućom vodom i taloženjem ekstrakta (koncentrata) aluminijevim solima. Otopina karmina upotrebljava se za bojenje kromosoma u histologiji, hrani i kozmetičkih proizvoda (na primjer ruž za usne).

## Indantronska plava
Indantronska plava je organsko bojilo proizvedeno iz 2-aminoantrakinona tretiranog s kalijevim hidroksidom u prisustvu kalijeve soli. To je pigment koji se može koristiti u sljedećim sredstvima: akril, alkalid, kazein, enkaustika, freska, gvaš, laneno ulje, tempera, pastel i akvarel. Koristi se za bojenje sirovog pamuka i kao pigment u kvalitetnim bojama i emajlima. Kao bojilo za hranu ima broj E130, ali nije odobren za upotrebu u Sjedinjenim Američkim Državama ili Europskoj uniji.